# 朝鲜劳动党第三次代表大会
朝鲜劳动党第三次代表大会于1956年4月23日－1956年4月29日在平壤召开。

## 一中全会
- 时间：1956年4月29日
- 议程：会议选举产生了劳动党新一届中央委员会成员。
  - 中央常务委员会委员：金日成、金枓奉、崔庸健、朴正爱、金一、朴金喆、林海、崔昌益、鄭一龍、金光侠、南日
  - 中央常务委员会候补委员：金昌滿、李锺玉、李孝淳、朴义琓
  - 中央委员会委员长：金日成
  - 中央委员会副委员长：崔庸健、朴正爱、朴金喆、鄭一龍、金昌满
  - 中央组织委员会委员：金日成、崔庸健、朴正爱、朴金喆、郑一龙、金昌满、韩相斗
  - 中央检阅委员会委员长：金翊善
  - 中央检阅委员会副委员长：许成泽、尹应龙
  - 中央检阅委员会委员：李孝淳、金丽重、崔敦根、许鹤松

## 1956年8月中央全会
- 时间：1956年8月30日－8月31日
- 议程：
  - “关于政府代表团访问兄弟国家的工作总结和党在目前几项任务”：金日成委员长就此作了报告
  - “关于改进和加强人民保健工作”：朴金喆副委员长就此作了报告

此次会议上崔昌益等延安派对金日成进行批评，最后被开除出党，史称“八月宗派事件”。

## 1956年9月中央全会
- 时间：1956年9月23日
- 议程：重新审查了8月全会关于崔昌益、尹公钦、徐輝、李弼奎、朴昌玉等的纪律问题的决议

## 1956年12月中央全会
- 时间：1956年12月11日－12月13日
- 议程：
  - “关于一九五七年国民经济计划”
  - “关于咸镜北道党组织在发展农村经济方面的工作情况”

## 1957年4月中央全会
- 时间：1957年4月18日－4月19日
- 议程：“关于进一步发展水产业的问题”：金一就此作了报告

## 1957年10月中央全会
- 时间：1957年10月17日－10月19日
- 议程：“关于改进基本建设工作”：朴金喆就此议题作了报告

## 1957年12月中央全会扩大会议
- 时间：1957年12月5日－12月6日
- 议程：讨论劳动党政代表团就参加在莫斯科举行的伟大十月革命四十周年的庆祝活动和各国共产党、工人党代表会议所作的工作报告

## 1958年6月中央全会
- 时间：1958年6月5日－6月7日
- 议程：
  - “关于改进和加强食品加工工业和日用品生产”：轻工业相文万旭就此作了报告
  - “关于改进和加强国内商业及对外贸易问题”：内外商业相陈班秀就此作了报告

## 1958年9月中央全会
- 时间：1958年9月26日－9月27日
- 议程：
  - “关于进一步扩大旱田和水田的灌溉面积”：农业相韩全钟就此作了报告
  - “关于促进金属工业的发展”：内阁副首相郑一龙就此作了报告

## 1959年2月中央全会
- 时间：1959年2月23日－2月25日
- 议程：
  - “关于参加苏联共产党第二十一届临时大会的朝鲜劳动党代表团”：代表团团长金日成就此作了报告
  - “关于提高工业产品的质量”：内阁第一副首相金一就此作了报告
  - “关于进一步改进和加强交通运输工作”：交通相金会一就此作了报告

## 1959年6月中央全会
- 时间：1959年6月27日－6月30日
- 议程：
  - “关于进一步发展畜牧业”：中央农业部长金万金就此作了报告
  - “关于促进电气工业的发展”

## 1959年12月中央全会扩大会议
- 时间：1959年12月1日－12月4日
- 议程：
  - “关于一九六〇年国民经济发展计划”：国家计划委员会委员长林启喆就此了报告
  - “关于改进和加强地方政权机关工作”：中央常委、内阁第一副首相金一就此了报告
  - “关于开展全民性的经济林造林运动”：农业相金万金金就此了报告

## 1960年8月中央全会扩大会议
- 时间：1960年8月8日－8月11日
- 议程：
  - “关于在国民经济所有部门全面开展技术革新运动”：内阁第一副首相金一就此了报告
  - “关于改进和加强培养技术人才的工作”：中央委员会副委员长金昌满就此了报告
  - “关于参加在布加勒斯特举行的社会主义国家共产党和工人党代表会议的朝鲜劳动党代表团的工作”

## 1960年12月中央全会扩大会议
- 时间：1960年12月20日－12月23日
- 议程：
  - “关于一九六〇年农村经济部门工作总结和一九六一年度的任务”：各道党委员长分别就此作了报告，国家计划委员长副委员长廉义载作了补充报告
  - “关于一九六一年国民经济发展计划”：国家计划委员会委员长林启喆就此作了报告，内阁副首相、轻工业委员会委员长鄭準澤、交通相金会一作了补充报告
  - “关于共产党和工人党代表会议的工作”：代表团团长金一就此作了报告

## 1961年3月中央全会
- 时间：1961年3月20日－3月22日
- 议程：
  - “关于召开朝鲜劳动党第四次代表大会”：金日成就此作了发言
  - “关于党中央委员会一九五八年六月全体会议决议‘关于改进和加强食品加工工业和日用品生产’的执行情况和今后任务”：内阁副首相、平壤市人民委员会委员长郑一龙、平安北道经济委员会委员长全浩善、咸镜南道经济委员会委员长李奎峰分别就此作了报告
  - “关于进一步加强各部门的基本建设工作”：内阁副首相南日就此作了报告